# Uffe Rørbæk Madsen
Uffe Rørbæk Madsen (født 22. juni 1961 i Sønder Bjert ved Kolding) er dansk sanger, musiker, komiker, manuskriptforfatter, filminstruktør og skuespiller. Han er mest kendt for at være et af de tre medlemmer i bandet De Nattergale, som han har lavet The Julekalender fra 1991 og Canal Wild Card fra 2001 sammen med.

## De Nattergale
I 1983 kom Rørbæk med i gruppen Febbes Kaffeorkester, der nogle få år tidligere var blevet startet af hans venner, Viggo Sommer og Carsten Knudsen. Gruppen skiftede senere samme år navn til De Nattergale, og de følgende år spillede bandet flittigt på mindre steder rundt om i landet.
I 1987 udgav bandet deres første album, og i 1988 fik de udgivet albummet Nu ka' det vist ik' bli' meget bedre, hvilket gav det succes hos et større publikum. Albummet indeholdt blandt andet det store hit fra samme år, "Uha, Da-Da", og gruppen avancerede efterfølgende til større spillesteder.
I 1989 fik han sammen med de to andre i gruppen en lille birolle i komediefilmen Walter & Carlo i Amerika instrueret af Jarl Friis-Mikkelsen.
Nogle få år senere lavede de i 1991 julekalenderen The Julekalender, som blev udsendt som TV 2's voksenjulekalender. Rørbæk spillede rollen som den undertrykte julenisse Hansi samt rollen som den københavnske nåsåer Benny Jensen, som får hugtænder og briller ved kontakt med alkohol og hader nisser. Serien blev en stor succes og blev set og købt af en masse danskere.
To år senere efter en lang turne i 1993 stoppede Rørbæk i gruppen, efter han havde fået tinnitus.
I 2001 fandt Rørbæk sammen med gutterne igen og lavede serien CWC Canal Wild Card, der supplerede The Julekalender. Programmet var en parodi på en kikset lokal tv-station, og Rørbæk spillede rollen som den forvirrede medvært Regnar Worm. To år senere lavede gruppen en ny version af CWC - denne gang med titlen CWC World. Dette er det foreløbigt sidste, Rørbæk har udgivet sammen med gruppen.

## Øvrig karriere
I 1997 instruerede han miniserien Fikumdik, med Claus Bue i hovedrollen. I 1999 skrev han manuskriptet til mockumentary-serien Hold da helt ferie, hvor han selv spillede rollen som tv-værten Leif. Serien var instrueret af Morten Rasmussen, der også havde hjulpet Rørbæk med at skrive manuskriptet.
Rørbæk har også spillet med i serien Mit liv som Bent fra 2001, kortfilmen Vimmersvej fra 2003 og serien Teatret ved Ringvejen fra 2006.

## Filmografi

### Som skuespiller
- Walter & Carlo i Amerika (1989)
- The Julekalender (1991)
- Fikumdik (1997)
- Hold da helt ferie (1999)
- Mit liv som Bent (2001)
- Canal Wild Card (2001)
- Vimmersvej (2003)
- CWC World (2003)
- Teatret ved Ringvejen (2006)
- Tung Metal (2010)
- Dirch (2011)
- Pendlerkids ( 2012 )
- Hedensted High (2015)
- Bedrag (2019)
- Minkavlerne (2019-nu)
- Kastanjemanden (2021)

### Som manuskriptforfatter
- The Julekalender (1991)
- Hold da helt ferie (1999)
- Canal Wild Card (2001)
- CWC World (2001)
- Ludvig og julemanden (2011)
- Julemandens datter (2018)
- Julemandens datter 2 (2020)

### Som filminstruktør
- Fikumdik (1997)
- Canal Wild Card (2001)

## Diskografi medDe Nattergale
- 1987 Hva' har vi da gjort ... siden vi ska' ha'et så godt
- 1988 Nu ka' det vist ik' bli' meget bedre
- 1990 Det ka' jo aldrig gå værre end hiel gal
- 1991 Songs From The Julekalender
- 1992 Vi må da håbe det bli'r bedre i morgen
- 1995 Nu griber det godt nok om sig